# Nájjáb Alí
Nájjáb Alí je pákistánská obhájkyně lidských práv, transgenderová aktivistka a socioložka s desetiletou praxí v oblasti genderové rovnosti, zdrojů obživy a ekonomického posílení. Jako nezávislá konzultantka spolupracuje s agenturami OSN na obhajobě práv trans lidí. 
V roce 2020 jí byla udělena Francouzsko-německá cena za lidská práva. Stala se jednou z několika prvních trans osob, které kandidovaly ve volbách v Pákistánu v roce 2018. Je první Pákistánkou, která získala ocenění GALA. Je první trans ženou, která byla zvolena spolupředsedkyní Aliance EVAW/G v Pákistánu. Rozvojový program OSN (UNDP) v Pákistánu prohlásil nositelku mezinárodního ocenění „Transgender rights activist“ Nayyab Ali za obhájkyni genderové rovnosti v Pákistánu.
Jako výzkumnice a renomovaná aktivistka, která se zabývá otázkami genderu a začleňování menšin, byla Nájjáb Alí zdrojem informací pro budování kapacit a senzibilizace orgánů činných v trestním řízení v celém Pákistánu a pro řešení politických, institucionálních a sociálních problémů trans komunity. Její odborné znalosti, zkušenosti a osobní cesta ji přivedly k tomu, že se stala národní koordinátorkou All Pakistan Transgender Election Network, že byla aktivní členkou zvláštního výboru vytvořeného pro revizi návrhu zákona, který se stal pákistánským zákonem o trans lidech (ochrana práv) z roku 2018, a také k vytvoření první školy pro trans komunitu v Okaře.

## Osobní život
Alí se narodila jako Muhammad Arslan ve městě Okara v okrese Paňdžáb. Rodina se jí zřekla v jejích 13 letech, když chodila do osmé třídy. Poté se přestěhovala do domu své babičky, kde pokračovala ve vzdělávání. Ve svých 17 letech se začala angažovat v aktivismu za práva trans lidí. Později začala žít s guruem; vedoucím svatyně pro trans lidi. Je také obětí útoků kyselinou a v době studií byla obětí obtěžování.

## Vzdělání
Nayyab patří ve své zemi mezi několik málo trans osob s vyšším vzděláním. Na univerzitě v Paňdžábu vystudovala bakalářský obor botanika a později magisterský obor mezinárodní vztahy na Prestonově univerzitě v Islámábádu.

## Kariéra

### Vyučování
Nayyab zůstala před svou politickou kariérou učitelkou. Působila také jako odborná konzultantka pro práva trans lidí v UNDP. Je aktivistkou, pedagožkou a jednou z hlavních školitelek #UNDPinPakistan. Navzdory mnoha osobním tragédiím zasvětila svůj život aktivismu a boji za ochranu práv trans komunity.

### Aktivismus
Nayab se již od útlého věku zasazuje o práva trans lidí. V rámci aktivismu pracovala pro pozvednutí pákistánské trans komunity a také založila v Okaře vlastní společnost „Khawaja Sira Community“, která nabízí program základní gramotnosti a počítání, odborné vzdělávání, výuku životních dovedností a řidičské kurzy pro trans komunitu. Působila jako předsedkyně Celopákistánské transgenderové volební sítě (APTEN). Posledních deset let poskytuje technickou podporu vládním institucím, aby zlepšila život své komunity a získala pro ni základní lidská práva. Je první trans osobou v Pákistánu, která zaregistrovala svou společnost u pákistánské Komise pro cenné papíry (SECP).
Nayyab Ali poskytla technickou podporu pro vstup komunity a pro vytvoření základního legislativního rámce pro ochranu práv transrodových osob v Pákistánu.

### Politika
Po přijetí historického zákona v roce 2018, který přiznal trans komunitě právo získat právní dokumenty, právo volit a kandidovat ve volbách, se Nayab spolu s dalšími 12 trans kandidáty stala první osobou ze své komunity, která kandidovala v pákistánských volbách 2018. Ve volbách v roce 2018 kandidovala do národního shromáždění NA-142 v Okara na místě Ayeshy Gulalai z PTI a podařilo se jí získat celkem 1197 hlasů, což bylo více, než získalo mnoho jejích cisgenderových ženských protějšků.
Nayab je také členkou provinčního volebního výboru pákistánské volební komise a také součástí celopákistánské volební sítě trans lidí v Paňdžábu.

## Ocenění
Nayab Ali se stala první osobou z Pákistánu, která v roce 2020 v Dublinu obdržela cenu GALA International Activist Award. Ocenění, které uděluje Irská národní federace X (NXF), ocenilo Nayab jako „mezinárodní aktivistku mimo Irsko, která neúnavně pracuje na prosazování plné rovnosti a začlenění lidí z rodových menšin do společnosti“. Je laureátkou Francouzsko-německé ceny za Lidská práva a právní stát 2020. Je také laureátkou ceny APCOM Hero Asia v kategorii Trans za roku 2020.
Nayyab Ali se stala první pákistánskou trans osobou, která získala cenu 2. Interaktivního fóra mládeže (ISYD) 2020 za práci na zajištění základních práv pro svou komunitu.